# Asiophantes sibiricus
Asiophantes sibiricus is een spinnensoort in de taxonomische indeling van de hangmatspinnen (Linyphiidae).
Het dier behoort tot het geslacht Asiophantes. De wetenschappelijke naam van de soort werd voor het eerst geldig gepubliceerd in 1993 door Kirill Yuryevich Eskov.